# Metahadzia minuta
Metahadzia minuta is een vlokreeftensoort uit de familie van de Hadziidae. De wetenschappelijke naam van de soort is voor het eerst geldig gepubliceerd in 1948 door Ruffo.